# Rose Kabagyeni
Rose Kabagyeni (* 4. August 1974) ist eine ugandische Politikerin (NRM) und von 2016 bis 2021 Mitglied des Parlaments von Uganda.

## Leben
Rose Kabagyeni absolvierte 1987 die Gikoro-Grundschule im Distrikt Kisoro, im äußeren Südwesten von Uganda. Die Seseme Girls Secondary School in Kisoro schloss sie 1990 mit der mittleren Reife ab. Am Bukalasa Agricultural Training Institute in Wobulenzi absolvierte sie eine Agrarausbildung, die sie 1995 abschloss. Danach arbeitete sie in der Landwirtschaftsverwaltung des Distrikts Kisoro. Im Jahr 2000 erhielt sie vom Bukalasa Agricultural Training Institute einen Bachelor-Abschluss. Von 2007 bis 2010 war sie Leiterin der Landwirtschaftsverwaltung im Distrikt, danach diplomierte sie 2011 am Uganda Management Institute. Von 2012 bis 2015 war sie Beraterin des National Agricultural Advisory Services (NAADS), einer Unterorganisation des ugandischen Landwirtschaftsministeriums. Während dieser Zeit erreichte sie 2014 an der Makerere-Universität in Kampala einen Master-Abschluss in Agrarwissenschaften.

## Politik
Seit 2016 war sie Mitglied im Parlament von Uganda als Frauenrepräsentantin für Kisoro. Im Parlament war sie Mitglied des Ausschusses für Landwirtschaft sowie im Komitee für Staatsbetriebe.
Als Ugandas Generalinspekteur der Polizei Kale Kayihura am 13. Juni 2018 inhaftiert wurde, reichte sie im Parlament eine Anfrage zu den Gründen für die Inhaftierung ein. Parlamentssprecherin Rebecca Kadaga ließ jedoch Fragen zur Inhaftierung nicht zu. Bei der 139. Inter-Parlamentarischen Konferenz der Interparlamentarischen Union in Genf im Oktober 2018 war sie Mitglied der ugandischen Delegation. Ein Antrag des Ausschusses für Demokratie und Menschenrechte, LGBT-Themen in parlamentarischen Debatten zuzulassen, wurde von der ugandischen Delegation abgelehnt.
Bei den Parlamentswahlen 2021 trat sie in Kisora als unabhängige Kandidatin an und verlor die Wahl gegen Sarah Mateke Nyirabashitsi (NRM). Sie schied damit aus dem Parlament aus.